# Viana do Castelo (circonscription électorale)
Pour l’article homonyme, voir Viana do Castelo.
La circonscription électorale de Viana do Castelo est une circonscription électorale du Portugal, utilisée pour les élections législatives.
Ses frontières correspondent au district du même nom.

## Résultats

### Années 2020

#### 2025
| Parti                                      | Parti                                     | Voix    | %     | +/-  | Sièges | +/-           |
| ------------------------------------------ | ----------------------------------------- | ------- | ----- | ---- | ------ | ------------- |
|                                            | AD – Coalition PSD/CDS (PPD/PSD.CDS-PP)   | 55 374  | 40,65 | 4,88 | 3      | 1             |
|                                            | Chega (CH)                                | 32 143  | 23,59 | 4,38 | 1      | en stagnation |
|                                            | Parti socialiste (PS)                     | 30 395  | 22,31 | 6,70 | 1      | 1             |
|                                            | Initiative libérale (IL)                  | 5 344   | 3,92  | 0,24 | 0      | en stagnation |
|                                            | LIBRE (L)                                 | 3 640   | 2,67  | 0,64 | 0      | en stagnation |
|                                            | Coalition démocratique unitaire (PCP-PEV) | 2 764   | 2,03  | 0,21 | 0      | en stagnation |
|                                            | Bloc de gauche (BE)                       | 2 285   | 1,68  | 1,87 | 0      | en stagnation |
|                                            | Alternative démocratique nationale (ADN)  | 2 047   | 1,50  | 0,13 | 0      | en stagnation |
|                                            | Personnes–Animaux–Nature (PAN)            | 1 301   | 0,95  | 0,53 | 0      | en stagnation |
|                                            | Réagir, inclure, recycler (RIR)           | 315     | 0,23  | 0,22 | 0      | en stagnation |
|                                            | Ergue-te (E)                              | 276     | 0,20  | 0,09 | 0      | en stagnation |
|                                            | Volt Portugal (VP)                        | 209     | 0,15  | 0,03 | 0      | en stagnation |
|                                            | Parti populaire monarchiste (PPM)         | 145     | 0,11  | N/A  | 0      | en stagnation |
|                                            |                                           |         |       |      |        |               |
| Suffrages exprimés                         | Suffrages exprimés                        | 136 238 | 97,39 |      |        |               |
| Votes blancs                               | Votes blancs                              | 2 363   | 1,69  |      |        |               |
| Votes invalides                            | Votes invalides                           | 1 293   | 0,92  |      |        |               |
| Total                                      | Total                                     | 139 894 | 100   | –    | 5      | en stagnation |
| Abstentions                                | Abstentions                               | 92 687  | 39,85 |      |        |               |
| Inscrits/Participation                     | Inscrits/Participation                    | 232 581 | 60,15 |      |        |               |
|                                            |                                           |         |       |      |        |               |
| Source: Commission nationale des élections |                                           |         |       |      |        |               |

| Parti | Parti | Parti | Parti   | Députés                                                       |
| ----- | ----- | ----- | ------- | ------------------------------------------------------------- |
|       | AD    |       | PPD/PSD | - José Pedro Correia - João do Amaral - Maria Manuela do Vale |
|       | CH    | CH    | CH      | - Eduardo Ribeiro                                             |
|       | PS    | PS    | PS      | - Marina Sola Gonçalves                                       |

#### 2024
| Parti                                      | Parti                                    | Voix    | %     | +/-           | Sièges | +/-           |
| ------------------------------------------ | ---------------------------------------- | ------- | ----- | ------------- | ------ | ------------- |
|                                            | Alliance démocratique (AD) (PSD-PP-PPM)  | 49 616  | 35,77 | 2,62          | 2      | 1             |
|                                            | Parti socialiste (PS)                    | 40 237  | 29,01 | 14,00         | 2      | 1             |
|                                            | Chega (CH)                               | 26 639  | 19,21 | 13,01         | 1      | 1             |
|                                            | Initiative libérale (IL)                 | 5 106   | 3,68  | 0,74          | 0      | en stagnation |
|                                            | Bloc de gauche (BE)                      | 4 926   | 3,55  | 0,01          | 0      | en stagnation |
|                                            | Coalition démocratique unitaire (CDU)    | 3 106   | 2,24  | 0,83          | 0      | en stagnation |
|                                            | Libre (L)                                | 2 815   | 2,03  | 1,29          | 0      | en stagnation |
|                                            | Alternative démocratique nationale (ADN) | 2 263   | 1,63  | Abs.          | 0      | en stagnation |
|                                            | Personnes–Animaux–Nature (PAN)           | 2 057   | 1,48  | 0,47          | 0      | en stagnation |
|                                            | Nouvelle Droite (ND)                     | 706     | 0,51  | Nv.           | 0      | en stagnation |
|                                            | Réagir, inclure, recycler (RIR)          | 624     | 0,45  | en stagnation | 0      | en stagnation |
|                                            | Volt Portugal (VP)                       | 255     | 0,18  | 0,08          | 0      | en stagnation |
|                                            | Alternative 21 (MPT-A)                   | 204     | 0,15  | 0,14          | 0      | en stagnation |
|                                            | Ergue-te (E)                             | 147     | 0,11  | en stagnation | 0      | en stagnation |
|                                            |                                          |         |       |               |        |               |
| Suffrages exprimés                         | Suffrages exprimés                       | 138 701 | 97,05 |               |        |               |
| Votes blancs                               | Votes blancs                             | 2 682   | 1,88  |               |        |               |
| Votes nuls                                 | Votes nuls                               | 1 534   | 1,07  |               |        |               |
| Total                                      | Total                                    | 142 917 | 100   | -             | 5      | 1             |
| Abstention                                 | Abstention                               | 90 574  | 38,79 |               |        |               |
| Inscrits/Participation                     | Inscrits/Participation                   | 233 491 | 61,21 |               |        |               |
|                                            |                                          |         |       |               |        |               |
| Source: Commission nationale des élections |                                          |         |       |               |        |               |

| Parti | Parti | Parti | Parti   | Députés                                       |
| ----- | ----- | ----- | ------- | --------------------------------------------- |
|       | AD    |       | PPD/PSD | - José Pedro Aguiar-Branco - Emilia Cerqueira |
|       | PS    | PS    | PS      | - José Costa - Marina Gonçalves               |
|       | CH    | CH    | CH      | - Eduardo Teixeira                            |

#### 2022
| Parti                                      | Parti                                  | Voix    | %     | +/-  | Sièges | +/-           |
| ------------------------------------------ | -------------------------------------- | ------- | ----- | ---- | ------ | ------------- |
|                                            | Parti socialiste (PS)                  | 53 442  | 43,01 | 6,50 | 3      | en stagnation |
|                                            | Parti social-démocrate (PPD/PSD)       | 43 418  | 34,95 | 0,53 | 3      | en stagnation |
|                                            | Chega (CH)                             | 7 702   | 6,20  | 5,46 | 0      | en stagnation |
|                                            | Bloc de gauche (BE)                    | 4 418   | 3,56  | 5,33 | 0      | en stagnation |
|                                            | CDS – Parti populaire (CDS-PP)         | 4 273   | 3,44  | 3,09 | 0      | en stagnation |
|                                            | Coalition démocratique unitaire (CDU)  | 3 816   | 3,07  | 1,10 | 0      | en stagnation |
|                                            | Initiative libérale (IL)               | 3 652   | 2,94  | 2,34 | 0      | en stagnation |
|                                            | Personnes–Animaux–Nature (PAN)         | 1 251   | 1,01  | 1,47 | 0      | en stagnation |
|                                            | Libre (L)                              | 919     | 0,74  | 0,15 | 0      | en stagnation |
|                                            | Réagir, inclure, recycler (RIR)        | 556     | 0,45  | 0,46 | 0      | en stagnation |
|                                            | Parti de la Terre (MPT)                | 190     | 0,15  | 0,03 | 0      | en stagnation |
|                                            | Alliance (A)                           | 173     | 0,14  | 0,44 | 0      | en stagnation |
|                                            | Mouvement Alternative socialiste (MAS) | 157     | 0,13  | Abs. | 0      | en stagnation |
|                                            | Ergue-te (E)                           | 133     | 0,11  | 0,14 | 0      | en stagnation |
|                                            | Volt Portugal (VP)                     | 130     | 0,10  | Nv.  | 0      | en stagnation |
|                                            |                                        |         |       |      |        |               |
| Suffrages exprimés                         | Suffrages exprimés                     | 124 230 | 97,79 |      |        |               |
| Votes blancs                               | Votes blancs                           | 1 654   | 1,30  |      |        |               |
| Votes nuls                                 | Votes nuls                             | 1 156   | 0,91  |      |        |               |
| Total                                      | Total                                  | 127 040 | 100   | -    | 6      | en stagnation |
| Abstention                                 | Abstention                             | 109 002 | 46,18 |      |        |               |
| Inscrits/Participation                     | Inscrits/Participation                 | 236 042 | 53,82 |      |        |               |
|                                            |                                        |         |       |      |        |               |
| Source: Commission nationale des élections |                                        |         |       |      |        |               |

| Parti | Parti   | Parti   | Parti   | Députés                                                       |
| ----- | ------- | ------- | ------- | ------------------------------------------------------------- |
|       | PS      | PS      | PS      | - José Costa - Marina Gonçalves - Tiago Brandão Rodrigues     |
|       | PPD/PSD | PPD/PSD | PPD/PSD | - Emilia Cerqueira - Jorge Salgueiro Mendes - João Montenegro |

### Années 2010

#### 2019
| Parti                                      | Parti                                              | Voix    | %     | +/-  | Sièges | +/-           |
| ------------------------------------------ | -------------------------------------------------- | ------- | ----- | ---- | ------ | ------------- |
|                                            | Parti socialiste (PS)                              | 42 398  | 36,51 | 5,40 | 3      | 1             |
|                                            | Parti social-démocrate (PPD/PSD)                   | 41 210  | 35,48 | N/A  | 3      | en stagnation |
|                                            | Bloc de gauche (BE)                                | 10 321  | 8,89  | 0,58 | 0      | en stagnation |
|                                            | CDS – Parti populaire (CDS-PP)                     | 7 577   | 6,53  | N/A  | 0      | 1             |
|                                            | Coalition démocratique unitaire (CDU)              | 4 841   | 4,17  | 1,29 | 0      | en stagnation |
|                                            | Personnes–Animaux–Nature (PAN)                     | 2 876   | 2,48  | 1,60 | 0      | en stagnation |
|                                            | Réagir, inclure, recycler (RIR)                    | 1 059   | 0,91  | Nv.  | 0      | en stagnation |
|                                            | Chega (CH)                                         | 858     | 0,74  | Nv.  | 0      | en stagnation |
|                                            | Initiative libérale (IL)                           | 692     | 0,60  | Nv.  | 0      | en stagnation |
|                                            | Libre (L)                                          | 688     | 0,59  | 0,22 | 0      | en stagnation |
|                                            | Parti communiste des travailleurs portugais (PCTP) | 671     | 0,58  | 0,33 | 0      | en stagnation |
|                                            | Alliance (A)                                       | 679     | 0,58  | Nv.  | 0      | en stagnation |
|                                            | Ensemble pour le peuple (JPP)                      | 587     | 0,51  | 0,38 | 0      | en stagnation |
|                                            | Parti national rénovateur (PNR)                    | 292     | 0,25  | 0,21 | 0      | en stagnation |
|                                            | Parti démocrate républicain (PDR)                  | 281     | 0,24  | 1,70 | 0      | en stagnation |
|                                            | Nous, citoyens ! (NC)                              | 259     | 0,22  | 0,62 | 0      | en stagnation |
|                                            | Parti uni des retraités (PURP)                     | 212     | 0,18  | 0,01 | 0      | en stagnation |
|                                            | Parti de la Terre (MPT)                            | 209     | 0,18  | 0,18 | 0      | en stagnation |
|                                            | Parti travailliste portugais (PTP)                 | 208     | 0,18  | 0,60 | 0      | en stagnation |
|                                            | Parti populaire monarchiste (PPM)                  | 204     | 0,18  | 0,25 | 0      | en stagnation |
|                                            |                                                    |         |       |      |        |               |
| Suffrages exprimés                         | Suffrages exprimés                                 | 116 122 | 95,25 |      |        |               |
| Votes blancs                               | Votes blancs                                       | 3 617   | 2,97  |      |        |               |
| Votes nuls                                 | Votes nuls                                         | 2 174   | 1,78  |      |        |               |
| Total                                      | Total                                              | 121 913 | 100   | -    | 6      | en stagnation |
| Abstention                                 | Abstention                                         | 119 004 | 49,40 |      |        |               |
| Inscrits/Participation                     | Inscrits/Participation                             | 240 917 | 50,60 |      |        |               |
|                                            |                                                    |         |       |      |        |               |
| Source: Commission nationale des élections |                                                    |         |       |      |        |               |

| Parti | Parti   | Parti   | Parti   | Députés                                                          |
| ----- | ------- | ------- | ------- | ---------------------------------------------------------------- |
|       | PS      | PS      | PS      | - Marina Gonçalves - Anabela Rodrigues - Tiago Brandão Rodrigues |
|       | PPD/PSD | PPD/PSD | PPD/PSD | - Emilia Cerqueira - Jorge Salgueiro Mendes - Eduardo Teixeira   |

#### 2015
| Parti                                      | Parti                                                            | Voix    | %     | +/-   | Sièges | +/-           |
| ------------------------------------------ | ---------------------------------------------------------------- | ------- | ----- | ----- | ------ | ------------- |
|                                            | Portugal en avant (PàF) (PPD/PSD-CDS-PP)                         | 58 515  | 47,52 | 12,05 | 4      | en stagnation |
|                                            | Parti socialiste (PS)                                            | 38 311  | 31,11 | 3,77  | 2      | en stagnation |
|                                            | Bloc de gauche (BE)                                              | 10 237  | 8,31  | 3,72  | 0      | en stagnation |
|                                            | Coalition démocratique unitaire (CDU)                            | 6 722   | 5,46  | 0,32  | 0      | en stagnation |
|                                            | Parti démocrate républicain (PDR)                                | 2 399   | 1,95  | Nv.   | 0      | en stagnation |
|                                            | Parti communiste des travailleurs portugais (PCTP)               | 1 117   | 0,91  | 0,23  | 0      | en stagnation |
|                                            | Personnes–Animaux–Nature (PAN)                                   | 1 086   | 0,88  | 0,16  | 0      | en stagnation |
|                                            | Nous, citoyens ! (NC)                                            | 1 037   | 0,84  | Nv.   | 0      | en stagnation |
|                                            | AGIR (PTP-MAS)                                                   | 960     | 0,78  | Abs.  | 0      | en stagnation |
|                                            | Parti national rénovateur (PNR)                                  | 563     | 0,46  | 0,30  | 0      | en stagnation |
|                                            | Parti populaire monarchiste (PPM)                                | 535     | 0,43  | 0,17  | 0      | en stagnation |
|                                            | Libre (L)                                                        | 453     | 0,37  | Nv.   | 0      | en stagnation |
|                                            | Parti de la Terre (MPT)                                          | 447     | 0,36  | 0,06  | 0      | en stagnation |
|                                            | Parti de la citoyenneté et de la démocratie chrétienne (PPV/CDC) | 396     | 0,32  | 0,13  | 0      | en stagnation |
|                                            | Parti uni des retraités (PURP)                                   | 209     | 0,17  | Nv.   | 0      | en stagnation |
|                                            | Ensemble pour le peuple (JPP)                                    | 161     | 0,13  | Nv.   | 0      | en stagnation |
|                                            |                                                                  |         |       |       |        |               |
| Suffrages exprimés                         | Suffrages exprimés                                               | 123 148 | 95,83 |       |        |               |
| Votes blancs                               | Votes blancs                                                     | 3 225   | 2,51  |       |        |               |
| Votes nuls                                 | Votes nuls                                                       | 2 139   | 1,66  |       |        |               |
| Total                                      | Total                                                            | 128 512 | 100   | -     | 6      | en stagnation |
| Abstention                                 | Abstention                                                       | 124 583 | 49,22 |       |        |               |
| Inscrits/Participation                     | Inscrits/Participation                                           | 253 095 | 50,78 |       |        |               |
|                                            |                                                                  |         |       |       |        |               |
| Source: Commission nationale des élections |                                                                  |         |       |       |        |               |

| Parti | Parti | Parti  | Parti           | Députés                                                         |
| ----- | ----- | ------ | --------------- | --------------------------------------------------------------- |
|       | PàF   |        | PPD/PSD         | - Carlos Abreu Amorim - Emilia Cerqueira - Luis Campos Ferreira |
|       | PàF   | CDS-PP | - Abel Baptista |                                                                 |
|       | PS    | PS     | PS              | - José Manuel Carpinteira - Tiago Brandão Rodrigues             |

#### 2011
| Parti                                      | Parti                                              | Voix    | %     | +/-   | Sièges | +/-           |
| ------------------------------------------ | -------------------------------------------------- | ------- | ----- | ----- | ------ | ------------- |
|                                            | Parti social-démocrate (PPD/PSD)                   | 58 826  | 45,53 | 13,29 | 3      | 1             |
|                                            | Parti socialiste (PS)                              | 35 327  | 27,34 | 9,98  | 2      | 1             |
|                                            | CDS – Parti populaire (CDS-PP)                     | 18 135  | 14,04 | 0,04  | 1      | en stagnation |
|                                            | Coalition démocratique unitaire (CDU)              | 6 648   | 5,14  | 0,82  | 0      | en stagnation |
|                                            | Bloc de gauche (BE)                                | 5 928   | 4,59  | 4,21  | 0      | en stagnation |
|                                            | Parti communiste des travailleurs portugais (PCTP) | 1 473   | 1,14  | 0,27  | 0      | en stagnation |
|                                            | Personnes–Animaux–Nature (PAN)                     | 926     | 0,72  | Nv.   | 0      | en stagnation |
|                                            | Mouvement Espoir pour le Portugal (MEP)            | 573     | 0,44  | 0,15  | 0      | en stagnation |
|                                            | Parti de la Terre (MPT)                            | 384     | 0,30  | 0,12  | 0      | en stagnation |
|                                            | Parti populaire monarchiste (PPM)                  | 331     | 0,26  | 0,11  | 0      | en stagnation |
|                                            | Portugal Pro-vie (PPV)                             | 242     | 0,19  | 0,08  | 0      | en stagnation |
|                                            | Parti national rénovateur (PNR)                    | 213     | 0,16  | 0,02  | 0      | en stagnation |
|                                            | Parti démocrate de l'Atlantique (PDA)              | 200     | 0,15  | Abs.  | 0      | en stagnation |
|                                            |                                                    |         |       |       |        |               |
| Suffrages exprimés                         | Suffrages exprimés                                 | 129 206 | 95,78 |       |        |               |
| Votes blancs                               | Votes blancs                                       | 4 009   | 2,97  |       |        |               |
| Votes nuls                                 | Votes nuls                                         | 1 688   | 1,25  |       |        |               |
| Total                                      | Total                                              | 134 903 | 100   | -     | 6      | en stagnation |
| Abstention                                 | Abstention                                         | 122 252 | 47,54 |       |        |               |
| Inscrits/Participation                     | Inscrits/Participation                             | 257 155 | 52,46 |       |        |               |
|                                            |                                                    |         |       |       |        |               |
| Source: Commission nationale des élections |                                                    |         |       |       |        |               |

| Parti | Parti   | Parti   | Parti   | Députés                                                |
| ----- | ------- | ------- | ------- | ------------------------------------------------------ |
|       | PPD/PSD | PPD/PSD | PPD/PSD | - Carlos Abreu Amorim - Rosa Arezes - Eduardo Teixeira |
|       | PS      | PS      | PS      | - Jorge Fão - Fernando Medina                          |
|       | CDS-PP  | CDS-PP  | CDS-PP  | - Abel Baptista                                        |